# Hieromonge

Brasão heráldico dos hieromonges

Hieromonge (em grego:  Ἱερομόναχος - Ieromonachos; em eslavo eclesiástico: Ieromonakh; em romeno:  Ieromonah) é um monge que também é um padre na Igreja Ortodoxa e na Igreja Católica Oriental. No cristianismo ocidental, um padre que também é um monge é chamado de "padre religioso" ou "clero regular", ou seja, vivendo sob uma regra monástica (em latim: regula).

## Descrição
Um hieromonge pode ser tanto um monge que foi ordenado padre quanto um padre que recebeu a sua tonsura monástica. Na Igreja Ortodoxa, um homem precisa primeiro ter se casado ou ter sido tonsurado monge antes de ser elegível à ordenação. Porém, quando a esposa de um padre casado morre, não é incomum que ele se torne um monge, uma vez que Igreja proíbe um segundo casamento após a ordenação. 
A ordenação é uma exceção e não a regra nos mosteiros, pois em geral haverá apenas o número suficiente de hieromonges e hierodiáconos para realizar os serviços litúrgicos diários.
Na hierarquia da Igreja, um hieromonge tem uma distinção maior que a de um hierodiácono da mesma forma que um padre também se distingue frente a um diácono. Dentro de seus próprios quadros, aos hieromonges são atribuídas ordens de precedência de acordo com a data de ordenação. Acima dos hieromonges estão um Hegúmeno e um Arquimandrita.
Em alguns países, o clero casado é chamado de "clero branco", enquanto que o clero monástico é chamado de "clero negro", pois os monges devem sempre vestir roupas pretas, enquanto que o clero casado em muitas partes do mundo veste tipicamente batinas brancas, cinzas ou azuis (ou outras cores). 

## Tratamento
O título apropriado para um hieromonge é "o reverendo hieromonge". O pronome de tratamento é "Hieromonge <nome>", "Padre Hieromonge <nome>", "Padre <nome>" ou simplesmente "Padre". Assim como todos os monges ortodoxos, um hieromonge não é chamado pelo seu sobrenome, somente pelo seu nome religioso. Na escrita, se é necessário se utilizar dele - por exemplo, para distinguir-se de um outro hieromonge de mesmo nome religioso - o nome de família deve ser colocado entre parênteses ("Hieromonge João (da Silva)"). Em culturas onde um patronímico é habitual, os monges jamais são chamados por eles, somente por seu nome religioso.